# Fowlis Easter Parish Church

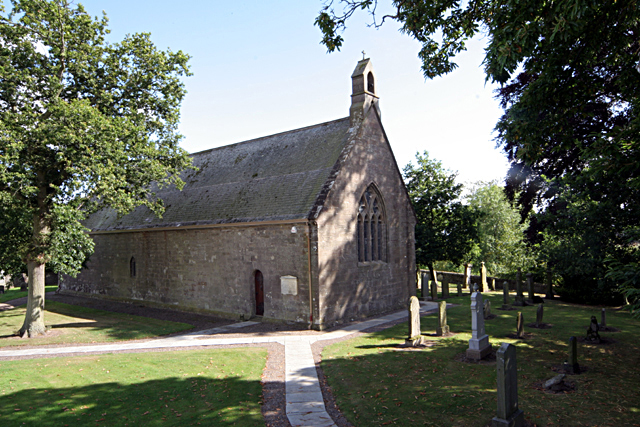
Fowlis Easter Parish Church

Die Fowlis Easter Parish Church, auch  St Marnock’s Church, ist ein Kirchengebäude der presbyterianischen Church of Scotland in der schottischen Ortschaft Fowlis Easter in der Council Area Angus. 1971 wurde das Bauwerk in die schottischen Denkmallisten in der höchsten Denkmalkategorie A aufgenommen.

## Geschichte
Für seine militärischen Erfolge schenkte der schottische König David I. William Maule um 1150 die Länderei Foules. Dieser überließ den Mönchen der St Andrews Priory 1177 ein Grundstück zur Errichtung einer Kapelle. David of Bernham, Bischof von St Andrews, konsekrierte die Kirche im Jahre 1242. Durch Heirat gelangte Fowlis 1377 in die Hände der Familie Gray. Andrew Gray, 1. Lord Gray ließ das heutige Kirchengebäude 1453 als Kollegiatstift erbauen. König Jakob IV. besuchte dir Kirche im Jahre 1497. Verschiedene Gemälde und Inschriften veranlasste vermutlich Patrick Gray, 4. Lord Gray um die Mitte des 16. Jahrhunderts. Mit der schottischen Reformation wurde das Stift 1558 aufgelöst. 1618 wurde die Kirchengemeinde von Easter Fowlis mit der Nachbargemeinde in Lundie vereint. 1889 wurde die Fowlis Easter Parish Church durch Thomas Saunders Robertson überarbeitet.

## Beschreibung
Die längliche Saalkirche ist schlicht gotisch ausgestaltet. Eine schlichte Archivolte fasst das rundbogige Hauptportal an der Südfassade ein. Eine geschwungene Bekrönung läuft in das skulpturierte Wappen der Lords Gray aus. Entlang der Südfassade sind drei, an der Nordfassade vier Spitzbogenfenster eingelassen. Während am Westgiebel ein spitzbogiges Maßwerk eingelassen ist, findet sich am Ostgiebel ein kleines Rundfenster. Das abschließende Satteldach ist mit grauem Schiefer eingedeckt. Auf dem Westgiebel sitzt ein kleiner Dachreiter mit offenem Geläut auf.